# Zakocie (skała)

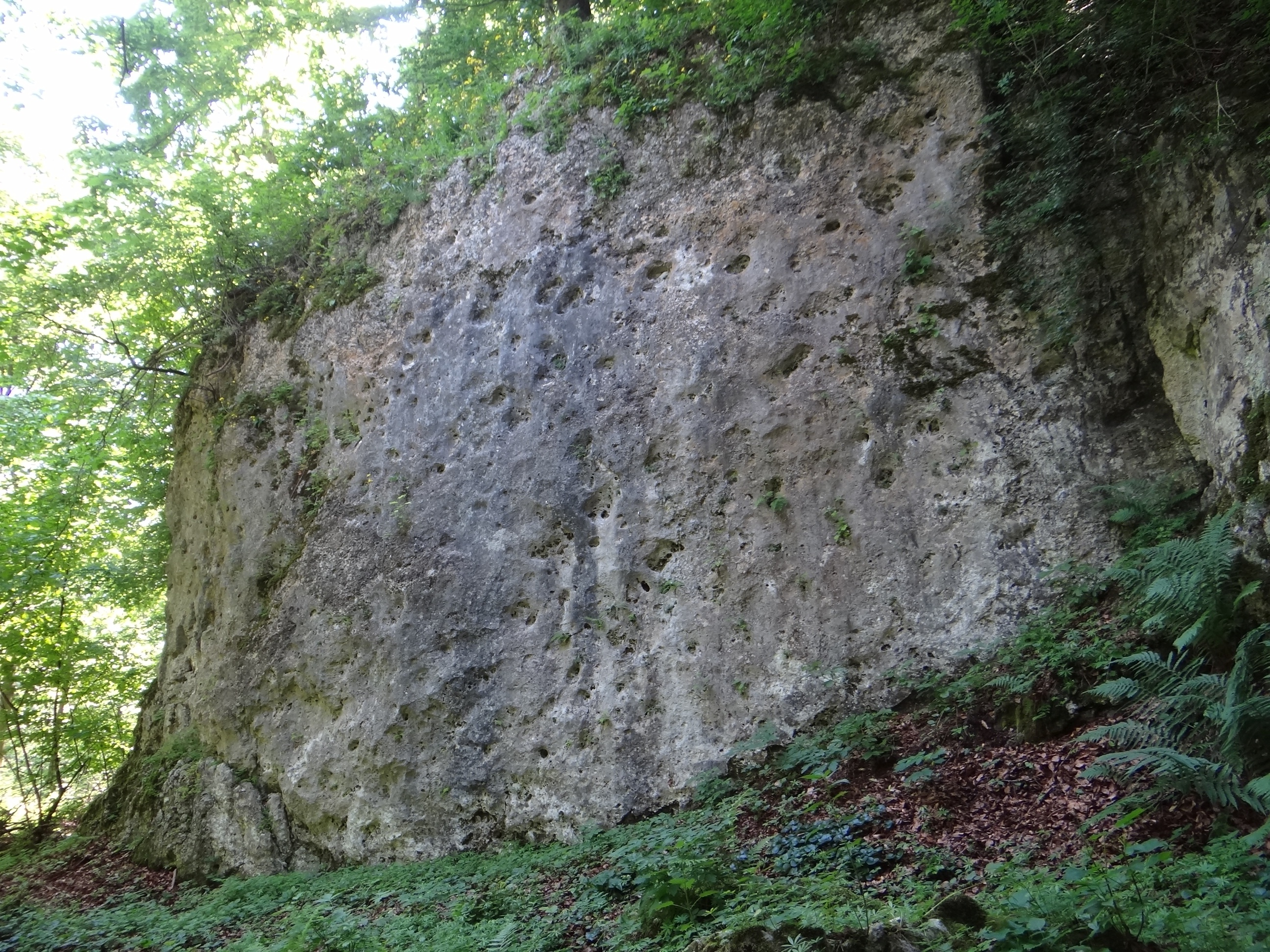

Zakocie – skała we wsi Złożeniec w województwie śląskim, w powiecie zawierciańskim, w gminie Pilica, na Wyżynie Częstochowskiej będącej częścią Wyżyny Krakowsko-Częstochowskiej. 
Zakocie znajduje się w lesie na orograficznie prawym zboczu Doliny Wodącej, na wschodnich obrzeżach wsi Złożeniec, w niewielkiej odległości od ostatnich na południowy zachód zabudowań wsi Smoleń. Do skały najłatwiej można dojść od niewielkiego miejsca postojowego samochodów przy drodze od Zamku w Smoleniu w kierunku Zegarowych Skał, następnie niebieskim szlakiem turystycznym, z którego przy pierwszym wyraźnym zakręcie skręca się na prawo przez las na szczyt wzniesienia. 
Zakocie to zbudowana z twardych wapieni skalistych  skała o wysokości 10 m. Jest na niej pionowa ściana wspinaczkowa o wystawie północno-zachodniej i wysokości 8-10 m, a na niej 3 drogi wspinaczkowe o trudności od VI.1 do VI.1+ w skali Kurtyki. Wszystkie mają zamontowane stałe punkty asekuracyjne: ringi (r) i stanowiska zjazdowe (st).  Są możliwości poprowadzenia jeszcze dwóch innych dróg. Popularność skały wśród wspinaczy jest niewielka. 
1. Białek; 3r+ st, VI.1, 10 m
2. Wilfried; 3r+ st, VI.1+, 10 m
3. KOX; 3r+ st, 10 m[3].